# Сухий Ромен
Сухий Ромен — річка в Україні, у Конотопському районі Сумської області. Ліва притока Ромена (басейн Дніпра).

## Опис
Довжина річки приблизно 12 км. Місцями пересихає.

## Розташування
Бере початок на південному сході від села Туритине. Тече переважно на північний схід через Юрівку і в селі Пекарі впадає у річку Ромен, праву притоку Сули. 
Річку перетинає автомобільний шлях Р60.